# Semiothisa bipartita
Semiothisa bipartita là một loài bướm đêm trong họ Geometridae.